# Pokémon Diamant- und Perl-Edition
Pokémon Diamant-Edition (jap. ポケットモンスター ダイヤモンド, Poketto Monsutā: Daiyamondo) und Pokémon Perl-Edition (ポケットモンスター パール, Poketto Monsutā: Pāru) bilden zusammen mit der Spezial-Version Platin-Edition die vierte Generation der Pokémon-Rollenspiel-Serie. Sie wurden von Game Freak entwickelt und von Nintendo vertrieben und veröffentlicht. Die Diamant-Edition und die Perl-Edition erschienen in Japan im Jahr 2006 und ein Jahr später in Nordamerika, Europa und Australien.
Das Ziel der Spiele ist es, alle Pokémon zu fangen, diese zu trainieren und die Machenschaften der kriminellen Organisation Team Galaktik zu beenden. Es gibt einige Neuerungen gegenüber den Vorgängern, beispielsweise das Spielen über das Internet (Nintendo Wi-Fi Connection). Um alle Pokémon zu erhalten, ist es notwendig, Pokémon zu tauschen, da es nicht alle Pokémon in beiden Versionen gibt.
Die Spiele verkauften sich weltweit mehr als 15 Millionen Mal. Die Sinnoh-Saga der Pokémon-Animeserie basiert auf dieser Handlung der Spiele.

## Welt und Handlung
Die Diamant-Edition und die Perl-Edition spielen in der Region Sinnoh, einer fiktiven Insel basierend auf der japanischen Insel Hokkaidō und dem Süden der russischen Insel Sachalin. Sinnoh verfügt über keinerlei Verbindung zu den Regionen der vorherigen Pokémon-Spiele und ist durchzogen von einem mit Schnee bedeckten Gebirge. Sinnoh ist, im Gegensatz zu den Regionen der Vorgänger, die einzige Region mit verschneiten Routen. Außerdem gibt es in Sinnoh drei große Seen (See der Wahrheit/Stärke/Kühnheit), die ein Dreieck bilden. Im Untergrund von Sinnoh gibt es viele Höhlen und Tunnel.
Die Spiele bringen 107 neue Pokémon mit sich und führen das Konzept weiter, einen Pokémon-Trainer zu spielen und als dieser Pokémon zu fangen, zu trainieren und Liga-Champion zu werden. In der Diamant-Edition und der Perl-Edition gibt es acht von Arenaleitern geführte Arenen, in denen man den jeweiligen Arenaleiter besiegen muss, um einen Orden zu erlangen. Diese sind notwendig, um an der Pokémon-Liga teilnehmen zu dürfen.
Das Spiel beginnt in Zweiblattdorf. Nachdem man sich einen Fernsehbericht über die Suche der Medien nach dem roten Garados in einem weit entfernten See (Der See des Zorns in Johto) ansieht, gehen der Protagonist und sein Freund/seine Freundin los, um am örtlichen See nach ähnlichen Pokémon zu schauen. Sie finden Professor Eibe, einen Pokémonexperten, und seinen Assistenten Lucius/seine Assistentin Lucia (der Charakter, den man nicht als spielbaren Charakter auswählt). Nach einem kurzen Gespräch verlassen Lucius/Lucia und der Professor den See, vergessen dabei aber ihren Aktenkoffer. Als dann der Protagonist und sein Freund von wilden Staralilis attackiert werden, öffnen sie den Koffer und finden dabei drei Pokébälle. Man kann nun auswählen zwischen den Starter-Pokémon Chelast, Panflam oder Plinfa. Nachdem man die Staralilis besiegt hat, kehrt Lucia/Lucius zurück, um den Koffer zu suchen und ihn dem Professor zu bringen. Der Professor erklärt nun den Protagonisten und seinen Rivalen, dass sie die Pokémon behalten können, aufgrund der Beziehung, die sie zueinander aufgebaut haben, bittet sie aber zugleich, den Pokédex für ihn zu vervollständigen.
Im Laufe des Spiels begegnet der Protagonist immer wieder dem Team Galaktik, einer Verbrecherorganisation wie schon Team Rocket, Team Magma und Team Aqua in den anderen Teilen. Dieses will das Universum mit Hilfe von Palkia oder Dialga (je nach Edition) vernichten und ein neues perfektes erschaffen. Hierzu benötigen sie die drei Pokémon, Selfe, Vesprit und Tobutz, welche die Seen von Sinnoh bewachen. Nachdem diese entführt wurden, erschafft der Anführer von Team Galaktik, Zyrus, die rote Kette und ruft mit ihr bei der Speersäule Dialga/Palkia. Der Protagonist besiegt jedoch Zyrus, bevor er seinen Plan umsetzen kann, und besiegt/fängt danach Palkia/Dialga und bewahrt so das Universum vor der Zerstörung. Nachdem der Protagonist die acht Orden aus den acht Arenen von Sinnoh bekommen hat, kann dieser die Top 4 herausfordern. Danach und nachdem man jedem Pokémon (Manaphy nicht notwendig) der Sinnoh-Region begegnet ist, kann man die Fähre nehmen und eine Insel nordöstlich von Sinnoh besuchen, wo es starke Pokémon und viele Trainer gibt. Dort existiert ein Vulkan, der Kahlberg, der kurz vor dem Ausbruch steht. Dies liegt an Heatran, das man fangen oder besiegen kann. Anschließend beruhigt sich der Vulkan wieder.

## Gameplay

### Neue Pokémon
Eine Neuerung der vierten Pokémon-Generation ist die Einführung 107 neuer Pokémon, womit die Anzahl der Pokémon auf insgesamt 493 steigt. Man kann aber nicht alle 493 Pokémon fangen, sondern lediglich die 107 neuen Pokémon und ein paar aus den vorherigen Spielen.

### Features
Das „Tag-und-Nacht-System“ der „zweiten Pokémon-Generation“ (Goldene Edition, Silberne Edition, Kristall-Edition) findet wieder Verwendung in den Spielen Diamant-Edition und Perl-Edition.
Der Trainer ist mit einem Pokétch ausgestattet, welcher viele verschiedene Funktionen enthält (Uhr, Notizblock, Karte, Itemradar u. v. m.)

### Pokémon Global Trade Station
Die GTS (Global Trade Station) ist eine Online-Wi-Fi-Tauschbörse. Hier kann man nach Pokémon suchen und Pokémon Online zum Tausch anbieten. Die GTS befindet sich in den Spielen in Jubelstadt. Der Onlineservice ist seit dem 20. Mai 2014 nicht mehr verfügbar.

## Musik
Nintendo DS Pokémon Diamond & Pearl Super Music Collection ist der Soundtrack zu den Spielen. Die Musik stammt von Gou Ichinose, Hitomi Sato sowie Junichi Masuda, der lediglich die Kampfmusiken komponierte.

## Rezeption
Die Diamant-Edition und die Perl-Edition erhielten größtenteils gute Kritiken; so beschrieb das Magazin „Nintendo Power“ die Spiele als „das ultimative Pokémon-Erlebnis“. Vor allem die Nutzung von Wi-Fi und des Voice Chats wurden gelobt. Jedoch wurden die Spiele auch aufgrund der veralteten Grafik kritisiert.
Nach dem japanischen Magazin Famitsu wurden die Diamant-Edition und die Perl-Edition in den ersten vier Tagen nach dem Release 1.586.360 mal verkauft. Am 27. Dezember 2006 wurde bekanntgegeben, dass es die ersten zwei Nintendo-DS-Spiele sind, die sich über 5 Millionen Mal verkauft haben.
In Japan überschritten die Diamant-Edition und die Perl-Edition die 5-Millionen-Marke in der 29. Verkaufswoche (9.–15. April 2009). In den USA waren über 533.000 Vorbestellungen zu verbuchen und eine Million Spiele wurden innerhalb der ersten Verkaufswoche abgesetzt. Ende April 2007 waren in den USA 1.045.000 Einheiten der Diamant-Edition und 712.000 Einheiten der Perl-Edition verkauft worden.

## Pokémon Platin-Edition
Pokémon Platin-Edition (jap. ポケットモンスター プラチナ, Poketto Monsutā: Platinum) ist die „Zusatz-Edition“ der Spiele Diamant-Edition und Perl-Edition. Dort sind zum Beispiel auch einige Pokémon der älteren Versionen enthalten. Außerdem kann man Dialga und Palkia erhalten (in der Diamant-Edition bzw. der Perl-Edition konnte man nur eines erhalten). Die Geschichte am Kahlberg wurde erweitert, wobei jetzt Team Galaktik (beziehungsweise die Überreste davon) involviert ist. Der Sinnoh-Dex wurde um 59 Pokémon auf 210 erweitert. Zudem gibt es jetzt die Zerrwelt, eine Art Paralleluniversum, in der nur Giratina (in der Urform) lebt. Außerdem kann man im Gegensatz zu der Diamant- und der Perl-Edition zusätzlich die Pokémon Tangela, Tangoloss, Arktos, Zapdos, Lavados, Tropius, Regirock, Regice und Registeel fangen.
Des Weiteren wurde eine Kampfzone hinzugefügt.

## Pokémon Strahlender Diamant und Leuchtende Perle
Am 26. Februar 2021 wurden Pokémon Strahlender Diamant und Leuchtende Perle, die Neuauflagen der Spiele Pokémon Diamant und Perl vorgestellt. Diese sollen weltweit Ende 2021 für die Nintendo Switch erscheinen.